# Comité Internacional de Rescate
El Comité Internacional de Rescate (International Rescue Committee) es una ONG creada por iniciativa de Albert Einstein en 1933, con el fin de oponerse a las políticas raciales de Adolf Hitler. Su finalidad es ayudar a las personas que se encuentren perseguidas por motivos étnicos, políticos o religiosos. Actualmente trabajan en más de 40 países y 26 ciudades de EE. UU. en temas de reasentamiento de refugiados y autosuficiencia. Se enfoca principalmente en salud, educación, bienestar económico, poder y seguridad.
El actual presidente y director ejecutivo de IRC es el ex  Secretario de Relaciones Exteriores David Miliband (2013–presente).
El IRC está en el origen de una estimación controvertida del exceso de mortalidad en la República Democrática del Congo debido a conflictos posteriores al genocidio de los tutsis en Ruanda. Según el IRC al principio, el exceso de mortalidad se estimó en 3,8 millones de muertes. Esta estimación fue cuestionada por un grupo de demógrafos belgas enviados a la República Democrática del Congo por una institución europea para ayudar a elaborar listas electorales para la República Democrática del Congo. Para fines de verificación cruzada, hicieron un estudio del exceso de mortalidad en la República Democrática del Congo durante el período 1998-2004 que llegó a 183,000 muertes, veinte veces menos.